# Lathiceridae
Famille
Les Lathiceridae sont une famille d'insectes orthoptères.

## Distribution
Les espèces de cette famille sont endémiques de Namibie.

## Liste des genres
Selon Orthoptera Species File (22 juillet 2018) :
- Batrachidacris Uvarov, 1939
- Crypsicerus Saussure, 1888
- Lathicerus Saussure, 1888

## Publication originale
- Dirsh, 1954 : Lathicerinae, a new subfamily of Acrididae (Orthoptera). Annals & Magazine of Natural History Series, vol. 12, no 7, p. 670-672.